# Мосты (Львовская область)
Мосты (укр. Мости) — село в Комарновской городской общине Львовского района Львовской области Украины.
Население по переписи 2001 года составляло 257 человек. Занимает площадь 5,1 км². Почтовый индекс — 81557. Телефонный код — 3231.